# Emonska hiša
Emonska hiša (prej Jakopičev vrt) je arheološki park v Ljubljani na Mirju št. 4. Park je bil prenovljen v sklopu projekta Émona 2000 ter ob 2000-letnici obstoja rimske Ljubljane, ki jo bo mesto obeležilo leta 2014. Za prenovo je skrbel Oddelek za kulturo Mestne občine Ljubljana, izvajali pa Mestni muzej in galerije mesta Ljubljane, Zavod za varstvo kulturne dediščine Slovenije - Območna enota Ljubljana ter Restavratorski center.
V letih 1963–1964 so potekala izkopavanja, ki so odkrila stanovanjsko zgradbo, ki je nekoč stala v mestu Emona ob koncu četrtega in v začetku petega stoletja. V hiši je verjetno stanovala premožna družina, saj se je ohranila kakovostna stavbna oprema (tlaki, mozaik, ogrevanje). Glavni prostor je bila letna soba. Tlakovana je bila z dvobarvnim geometričnim mozaikom. Na drugi strani hodnika je bil vhod v zimsko sobo z ohranjenim sistemom hipokavstnega ogrevanja. Topel zrak je bil speljan iz kurišča v sosednjem prostoru pod tlak zimske sobe, ogreval pa je tudi stene, ki so bile v ta namen zgrajene iz votlih zidakov. Stavba je imela priključek na kanalizacijski sistem. Odpadna voda je odtekala po kanalih prekritih s kamni, v zbirni kanalizacijski kanal (kloako), ta pa je tekel pod bližnjo cesto in vodil v Ljubljanico. 
Arheološki park je bil prvič odprt leta 1966, po obnovi pa leta 2012.